# Santiago de Riba-Ul
Pour les articles homonymes, voir Santiago (homonymie).
Santiago de Riba-Ul est une ancienne paroisse civile portugaise (en portugais : freguesia) de la municipalité d'Oliveira de Azeméis dans le district d'Aveiro.
La loi no 11-A/2013 du 28 janvier 2013, portant réorganisation administrative du territoire des freguesias, fusionne Santiago de Riba-Ul avec les paroisses voisines d'Oliveira de Azeméis, Ul, Macinhata da Seixa et Madail pour former l’União das freguesias de Oliveira de Azeméis, Santiago de Riba-Ul, Ul, Macinhata da Seixa e Madail (dont le siège est à Oliveira de Azeméis).